# Borja Viguera
Borja Viguera Manzanares (Logroño, La Rioja, España, 26 de marzo de 1987) es un exfutbolista español que jugaba como delantero.

## Trayectoria
Comenzó su formación en la cantera del C. D. Berceo hasta que ingresó en las categorías inferiores de la Real Sociedad de Fútbol tras realizar una prueba, aunque fue cedido inmediatamente al Real Unión Club para disputar su primer año como juvenil. A su regreso a la Real Sociedad, jugó dos campañas en la División de Honor Juvenil. En la temporada 2006-07 pasó a formar parte de la Real Sociedad de Fútbol "B" de la Segunda División B, donde anotó veinticinco goles en noventa y un partidos a lo largo de tres campañas.
El 15 de septiembre de 2007 debutó con la Real Sociedad en la Segunda División durante un encuentro frente a la U. D. Las Palmas disputado en el estadio de Gran Canaria en el que su equipo venció por 2-3. Para la temporada 2009-10 fue ascendido definitivamente a la primera plantilla de la Real Sociedad y consiguió un ascenso a Primera División, aunque su participación fue solo de cuatro encuentros en todo el curso. De cara a la temporada 2010-11 permaneció en el equipo y consiguió debutar en Primera División el 29 de agosto de 2010 durante un partido contra el Villarreal C. F. que terminó con una victoria de la Real Sociedad por 1-0. Sin embargo, su participación fue disminuyendo a medida que avanzaba la temporada —disputó sesenta y ocho minutos repartidos en cinco encuentros— y en enero de 2011 fue cedido al Club Gimnàstic de Tarragona de la Segunda División hasta el final de la campaña.
En su debut con equipo catalán el 15 de enero fue el autor del gol que les dio la victoria por 0-1 ante el Albacete Balompié en el estadio Carlos Belmonte. Viguera logró hacerse con un puesto como delantero titular hasta que el 13 de febrero se lesionó de gravedad en el partido frente a la U. D. Salamanca: una rotura del ligamento cruzado de la rodilla derecha lo mantuvo de baja el resto de la temporada. En este mismo encuentro había conseguido anotar de penalti el primer gol de su equipo, que consiguió una victoria final por 2-0.
Tras recibir el alta médica y realizar la pretemporada con la Real Sociedad, fue cedido de nuevo al Gimnástic de Tarragona para la campaña 2011-12. Sin embargo, el 31 de enero de 2012 la Real Sociedad anunció un acuerdo para finalizar la cesión y que el jugador recalase en las filas del Albacete Balompié de la Segunda División B hasta el 30 de junio. Allí jugó nueve partidos en los que anotó un gol y participó en la fase de ascenso a Segunda División, en la que su equipo fue eliminado por el Cádiz C. F. en la penúltima ronda.
En julio de 2012 se anunció su fichaje en propiedad por el Deportivo Alavés, donde concluyó la temporada regular con trece tantos en treinta y tres encuentros que contribuyeron a que el equipo obtuviera el primer puesto en el grupo I de la Segunda División B. En el partido de ida de la promoción frente al Real Jaén C. F. marcó un gol de penalti en el minuto 92 que estableció el 1-1 definitivo en el marcador; en el de vuelta, otro gol suyo dio la victoria por 1-0 al Alavés para conseguir finalmente el ascenso a Segunda División. Continuó en el club durante la temporada 2013-14, en la fue galardonado con el Trofeo Pichichi por el diario Marca tras anotar veinticinco goles en cuarenta y dos partidos.
El 13 de junio de 2014 el Athletic Club anunció su fichaje después de abonar el millón de euros en que estaba valorada su cláusula de rescisión. En su primera campaña debutó en la Liga de Campeones durante un encuentro frente al F. C. Oporto en el que el Athletic perdió por 0-2. El 21 de noviembre marcó su primer gol con el equipo rojiblanco en una victoria por 3-1 ante el R. C. D. Espanyol. En la Copa del Rey marcó los dos tantos del Athletic en la eliminatoria de dieciseisavos de final frente al C. D. Alcoyano, que permitieron al equipo superar la ronda: el resultado en la ida fue 1-1, mientras que en la vuelta consiguieron la victoria en San Mamés por 1-0. Tras finalizar la fase de grupos de la Liga de Campeones en el tercer puesto, el equipo se clasificó para los dieciseisavos de final de la Liga Europa, fase en la que jugó el partido de ida frente al Torino F. C. como titular y dio una asistencia de gol. El Athletic alcanzó la final de la Copa del Rey, pero fue derrotado por el F. C. Barcelona por 1-3; pese a ello, en agosto de 2015 pudo disputar la Supercopa de España como subcampeón —el Barcelona también había ganado la Liga— y superó al equipo catalán a doble partido por 4-0 y 1-1, sin que Viguera participase en ninguno de los dos encuentros.
El 30 de agosto de 2016 se confirmó su traspaso al Real Sporting de Gijón, equipo al que le había anotado un gol con el Athletic en el primer encuentro de la temporada 2016-17. En su primera temporada jugó dieciséis partidos en los que consiguió marcar un tanto, aunque el Sporting descendió a Segunda División. Después de otra campaña con el equipo gijonés, el 1 de agosto de 2018 fichó por el C. D. Numancia de Soria. Allí jugó veintitrés partidos de liga y anotó un gol antes de desvincularse del club el 4 de septiembre de 2019.
El 22 de enero de 2020 fichó por el Real Unión Club, donde permaneció un año y medio. En agosto de 2021 se incorporó al C. F. Intercity de Segunda RFEF.

## Clubes
| Club                        | País   | Año       |
| --------------------------- | ------ | --------- |
| Real Sociedad de Fútbol "B" | España | 2006-2009 |
| Real Sociedad de Fútbol     | España | 2009-2011 |
| Club Gimnàstic de Tarragona | España | 2011-2012 |
| Albacete Balompié           | España | 2012      |
| Deportivo Alavés            | España | 2012-2014 |
| Athletic Club               | España | 2014-2016 |
| Real Sporting de Gijón      | España | 2016-2018 |
| C. D. Numancia de Soria     | España | 2018-2019 |
| Real Unión Club             | España | 2020-2021 |
| C. F. Intercity             | España | 2021-2022 |

## Estadísticas
- Actualizado al 9 de junio de 2018.

| Temporada     | Club                            | Categoría          | Liga  | Liga  | Copa  | Copa  | Europa | Europa | Total | Total |
| Temporada     | Club                            | Categoría          | Part. | Goles | Part. | Goles | Part.  | Goles  | Part. | Goles |
| ------------- | ------------------------------- | ------------------ | ----- | ----- | ----- | ----- | ------ | ------ | ----- | ----- |
| 2006/07       | Real Sociedad B                 | Segunda División B | 38    | 10    | -     | -     | -      | -      | 38    | 10    |
| 2007/08       | Real Sociedad B                 | Segunda División B | 31    | 8     | -     | -     | -      | -      | 31    | 8     |
| 2007/08       | Real Sociedad                   | Segunda División   | 3     | 0     | -     | -     | -      | -      | 3     | 0     |
| 2008/09       | Real Sociedad B                 | Segunda División B | 22    | 6     | -     | -     | -      | -      | 22    | 6     |
| 2008/09       | Real Sociedad                   | Segunda División   | 2     | 0     | -     | -     | -      | -      | 2     | 0     |
| 2009/10       | Real Sociedad                   | Segunda División   | 4     | 0     | -     | -     | -      | -      | 4     | 0     |
| 2010/11       | Real Sociedad                   | Primera División   | 5     | 0     | 2     | 0     | -      | -      | 7     | 0     |
| 2010/11       | Gimnàstic de Tarragona (cedido) | Segunda División   | 5     | 2     | -     | -     | -      | -      | 5     | 2     |
| 2011/12       | Gimnàstic de Tarragona (cedido) | Segunda División   | 10    | 0     | 1     | 0     | -      | -      | 11    | 0     |
| 2011/12       | Albacete Balompié (cedido)      | Segunda División B | 10    | 1     | -     | -     | -      | -      | 10    | 1     |
| 2012/13       | Deportivo Alavés                | Segunda División B | 37    | 18    | 5     | 3     | -      | -      | 42    | 21    |
| 2013/14       | Deportivo Alavés                | Segunda División   | 42    | 25    | 2     | 1     | -      | -      | 44    | 26    |
| 2014/15       | Athletic Club                   | Primera División   | 20    | 1     | 4     | 2     | 4      | 0      | 28    | 3     |
| 2015/16       | Athletic Club                   | Primera División   | 9     | 0     | 1     | 0     | 6      | 0      | 16    | 0     |
| 2016/17       | Athletic Club                   | Primera División   | 1     | 1     | 0     | 0     | 0      | 0      | 1     | 1     |
| 2016/17       | Real Sporting de Gijón          | Primera División   | 16    | 1     | 2     | 1     | 0      | 0      | 18    | 2     |
| 2017/18       | Real Sporting de Gijón          | Segunda División   | 11    | 0     | 1     | 0     | 0      | 0      | 12    | 0     |
| Total carrera | Total carrera                   | Total carrera      | 266   | 73    | 18    | 7     | 10     | 0      | 294   | 80    |

## Palmarés

### Campeonatos nacionales
| Título              | Club          | País   | Año  |
| ------------------- | ------------- | ------ | ---- |
| Supercopa de España | Athletic Club | España | 2015 |

### Distinciones individuales
| Distinción                         | Año  |
| ---------------------------------- | ---- |
| Trofeo Pichichi (Segunda División) | 2014 |